# Fylleåns dalgångs naturreservat
Fylleåns dalgångs naturreservat är ett naturreservat i Halmstads kommun i Hallands län.
Området är naturskyddat sedan 2022 och är 90 hektar stort. Reservatet ligger söder om Skedala utefter en sträcka av Fylleån och består av en ravin omgiven av ädellövskog där ån rinner fram. Vid sidan om åfåran finns avsnörda åbågar, korvsjöar, som tecken på en meandrande å.

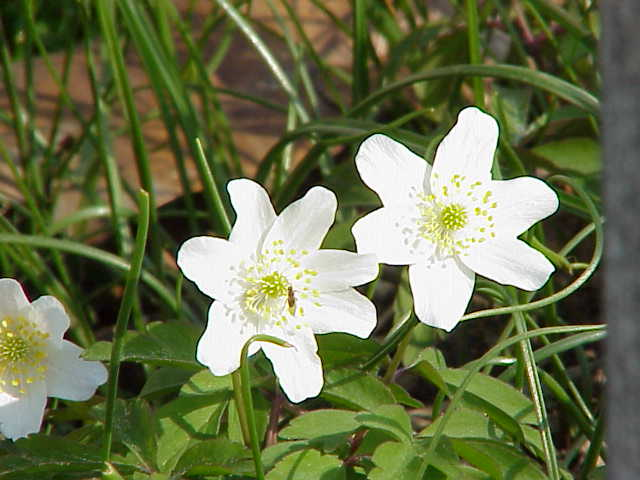
Vitsippa

Korvsjöarna och åns sidor är bevuxna med lövskog. På våren finns en matta av vitsippor som täcker marken under träden. I Fylleån finns flera lekplatser för lax.
Ett litet stycke österut ligger Årnarps naturreservat som också ligger i Fylleåns dalgång.
Den centrala delen av Fylleåns naturreservat skyddades 1976 under namnet Brogårds naturreservat och var 14 hektar stort och uppgick i detta 2022. 